# 張紫樵
张紫樵（1879年11月2日—1958年），名孝慈，字紫樵，以字行。陕西省安康县（今安康市）人。晚清进士。

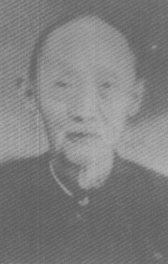
张紫樵

祖籍湖北武昌，其父在陕西安康开设货栈，后定居安康老城。紫樵自幼聪颖好学，十二岁进学，光绪二十八年（1902年）中举人，次年联捷癸卯科进士。任内阁中书。光绪三十二年（1906）公派日本东京法政大学留学，光绪三十四年（1908年）回国后补授甘肃省通渭县知县，后调任河州同知。
民国三年（1914年），任安康中学校长。民国五年（1916年）受陕西督军、同乡陈树藩相邀，出任督军署秘书长。历任省财政厅厅长、实业厅厅长等。后辞官返家，潜研佛学，并修县志。民国三十一年（1942年），任安康财务会主任、安康县参议会议长。
中华人民共和国成立后，历任安康地区中苏友好协会副主席、土地改革委员会委员、中国人民政治协商会议陕西省委员会委员等职。1958年病故。

## 著作
张紫樵工书法，好佛学。曾任安康县县志局总篡，与董铭竹、荆忍谦合修《续安康县志》。另有与董铭竹合编之《感应宝篆》八卷。